# Сімейство Convair CV-240
Convair CV-240 — американський авіалайнер, який компанія Convair виготовляла з 1947 по 1954 рік, спочатку як можливу заміну всюдисущого Douglas DC-3. Завдяки більш сучасному дизайну з герметизацією кабіни, серія 240 досягла успіху як комерційний авіалайнер і мала тривалий цикл розробки, який створив різні цивільні та військові варіанти. Незважаючи на скорочення чисельності через виснаження, різні форми "Конвейрлайнерів" продовжують літати в 21 столітті.

## Дизайн і розробка
Розробка проекту почалася з вимоги American Airlines щодо авіалайнера на заміну Douglas DC-3. Оригінальна конструкція Convair, негерметична модель 110, була двомоторним низькоплановим монопланом суцільнометалевої конструкції з 30 місцями. Його приводили в дію радіальні двигуни Pratt & Whitney R-2800 Double Wasp. Він мав триколісне шасі та підфюзеляжний трап для посадки пасажирів. Прототип Model 110, реєстрація NX90653, перший політ відбувся 8 липня 1946 року. До цього часу American Airlines змінила вимоги, включивши розгерметизацію, і вважала конструкцію занадто маленькою. Компанія Convair використала перший прототип для роботи над розробкою серії 240 до того, як розбила літак у 1947 році.

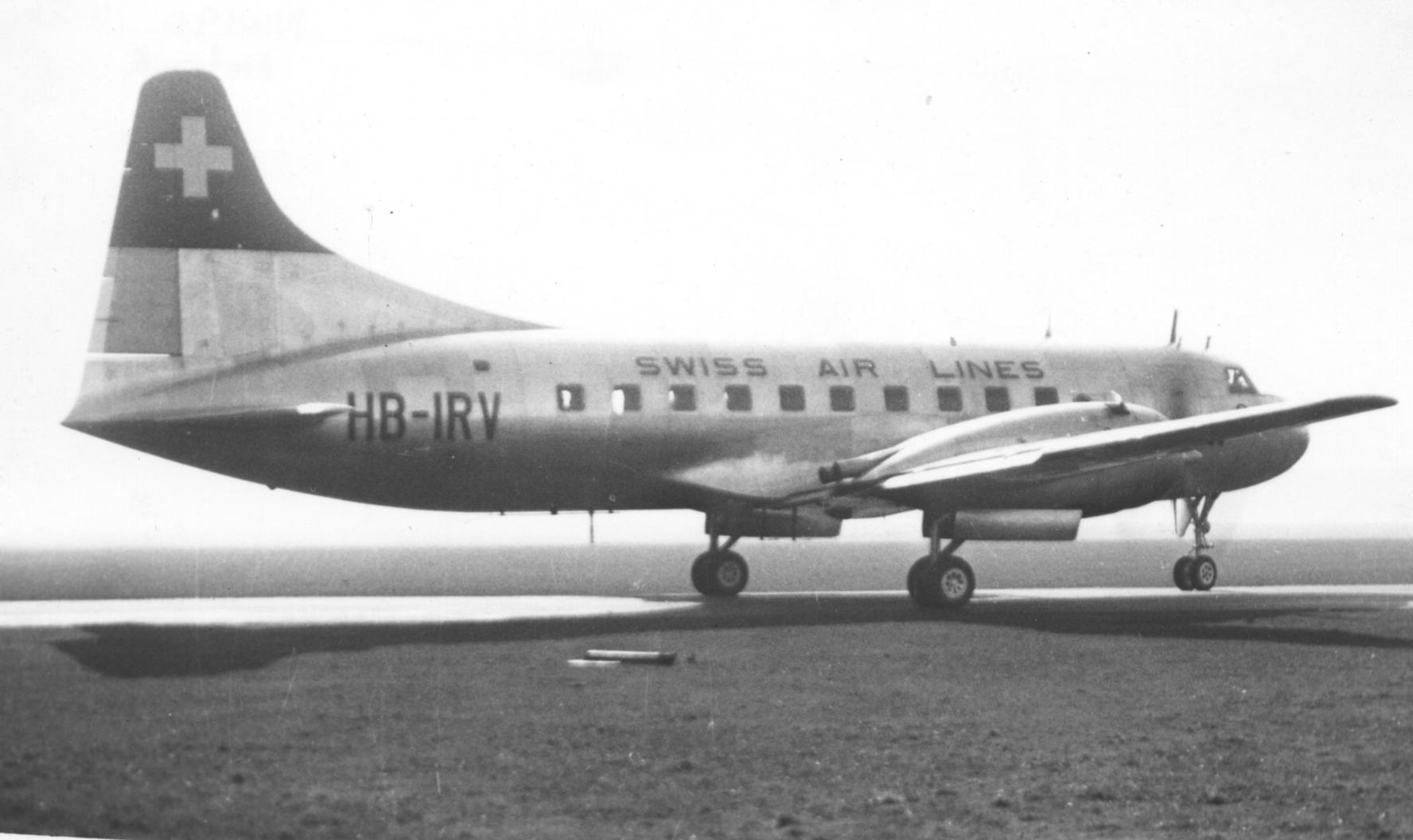
Convair 240 1949 року виробництва Swissair у Манчестері, Англія, березень 1950 року

Щоб задовольнити вимоги авіакомпаній щодо герметичних авіалайнерів, Convair виготовила переглянуту конструкцію — моделі 240. Вона мала довший, але тонший фюзеляж, ніж модель 110, і вміщувала 40 пасажирів у першому герметичному двомоторному авіалайнері. Перший політ 240 відбувся 16 березня 1947 року.
За моделлю 240 послідувала модель 340, яка мала довший фюзеляж, більший розмах крил і потужніші двигуни. Перший політ 340 відбувся 5 жовтня 1951 року. У 1954 році, намагаючись конкурувати з турбогвинтовими авіалайнерами, такими як Vickers Viscount, Convair виготовила модель 440 Metropolitan з більш обтічними капотами, новими вихлопами двигунів і кращою звукоізоляцією салону. Коли «Super 240» перетворився на CV-340 і CV-440, конструкція досягла межі продуктивності поршневого двигуна, і майбутній розвиток зосередився на переході на турбогвинтову потужність. 

## Операційна історія
29 лютого 1948 року компанія Convair поставила перший серійний Convairliner до Америки. Загалом вони доставили 75 авіалайнерів авіакомпаніям American — і ще 50 — Western Airlines, Continental Airlines, Pan American Airways, Lufthansa, KLM, Swissair, Sabena та Trans Australia Airlines.

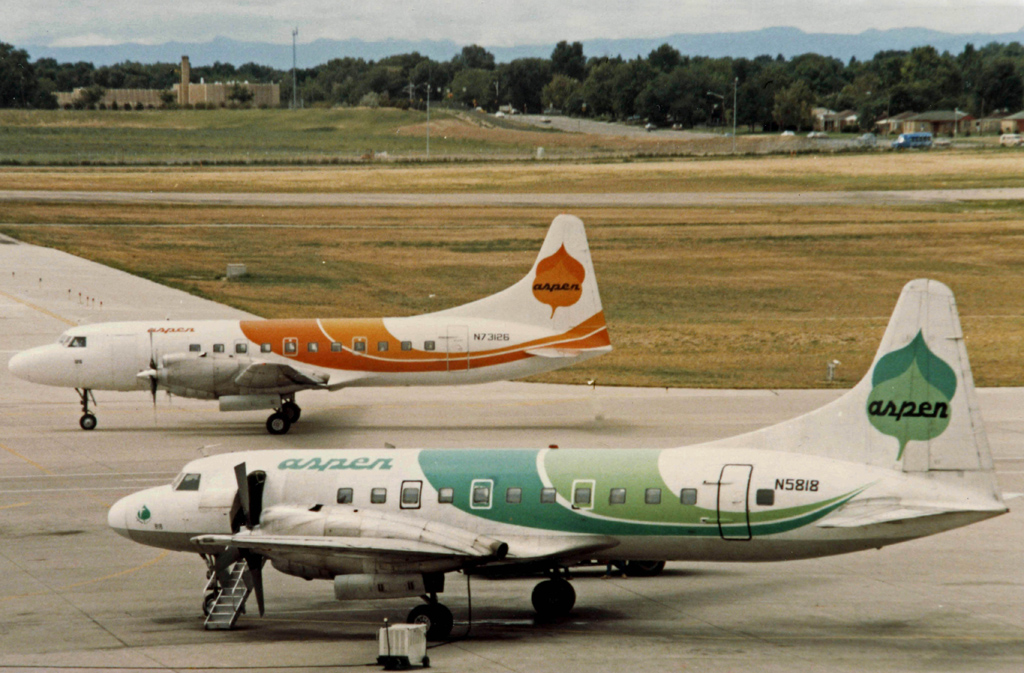
Два Convair 580 авіакомпанії Aspen Airways, що базується в штаті Колорадо, в міжнародному аеропорту Степлтон у Денвері, США, 1986 рік

CV-240 був першим приватним літаком, використаним у президентській кампанії в Сполучених Штатах. У 1960 році Джон Ф. Кеннеді використовував CV-240 на ім'я Керолайн (на честь його дочки) під час своєї кампанії. Зараз цей літак зберігається в Національному музеї авіації та космонавтики.